# Betta coccina
Betta coccina es una especie de pez de la familia Osphronemidae.
Originario del sur de Malasia y centro de Sumatra. Normalmente presenta una mancha oscura en el centro de su cuerpo de tonalidades marrones o rojizas. Prefiere habitar aguas blandas. Deposita menos de 100 huevos en un nido de burbujas. Alcanza su madurez al cabo de seis meses.
- Datos: Q2076509
- Multimedia: Betta coccina / Q2076509
- Especies: Betta coccina